# Torneio de xadrez de São Petersburgo de 1909

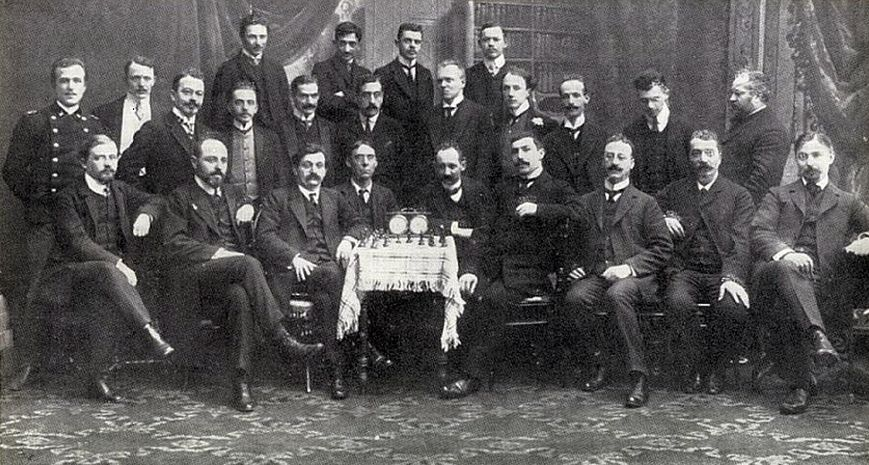
São Petersburgo, 1909.

O Torneio de xadrez de São Petersburgo de 1909 foi um evento de elite do xadrez organizado pelo clube de xadrez da cidade em memória de Mikhail Chigorin que havia falecido no ano anterior. O presidente da comissão organizadora foi o diplomata Peter Petrovich Saburov e os outros membros organizadores foram Boris Maliutin, O. Sossnitzky, V. Tschudowski, Sergius A. Znosko-Borovsky e Eugene Znosko-Borovsky. O evento foi realizado de 14 de fevereiro a 12 de março no formato todos-contra-todos com um tempo de reflexão de 37 movimentos em duas horas e meia, 23 em uma hora e meia, 15 por hora. O fundo de premiação foi de 10500 rublos. Rubinstein e Lasker dividiram a primeira colocação e cada um recebeu um prêmio de 875 rublos, seguidos de Spielmamm e Duras que dividiram a segunda colocação com um prêmio de 475 rublos cada e Bernstein em terceiro com um prêmio de 190 rublos.

## Tabela de resultados[3][4]
| N° | Jogador                | 1 | 2 | 3 | 4 | 5 | 6 | 7 | 8 | 9 | 0 | 1 | 2 | 3 | 4 | 5 | 6 | 7 | 8 | 9 | Total |
| 1  | Akiba Rubinstein       | * | 1 | 1 | 1 | ½ | ½ | ½ | 1 | 1 | 1 | ½ | 1 | 0 | 1 | ½ | 1 | 1 | 1 | 1 | 14½   |
| 2  | Emanuel Lasker         | 0 | * | ½ | 1 | ½ | 1 | 1 | 1 | ½ | 1 | 1 | 1 | 0 | 1 | 1 | 1 | 1 | 1 | 1 | 14½   |
| 3  | Rudolf Spielmann       | 0 | ½ | * | 1 | 0 | 1 | 1 | ½ | 1 | ½ | ½ | ½ | 1 | 0 | ½ | 1 | ½ | ½ | 1 | 11    |
| 4  | Oldřich Duras          | 0 | 0 | 0 | * | 0 | 1 | ½ | 0 | ½ | 1 | 0 | 1 | 1 | 1 | 1 | 1 | 1 | 1 | 1 | 11    |
| 5  | Ossip Bernstein        | ½ | ½ | 1 | 1 | * | 0 | 1 | 0 | 1 | 1 | 1 | 1 | ½ | 0 | 0 | 0 | ½ | ½ | 1 | 10½   |
| 6  | Richard Teichmann      | ½ | 0 | 0 | 0 | 1 | * | 0 | ½ | ½ | ½ | ½ | 1 | 1 | ½ | 1 | ½ | 1 | 1 | ½ | 10    |
| 7  | Julius Perlis          | ½ | 0 | 0 | ½ | 0 | 1 | * | ½ | ½ | 1 | ½ | 1 | 1 | ½ | 1 | ½ | 0 | 0 | 1 | 9½    |
| 8  | Erich Cohn             | 0 | 0 | ½ | 1 | 1 | ½ | ½ | * | 0 | 0 | 1 | ½ | ½ | 0 | ½ | ½ | ½ | 1 | 1 | 9     |
| 9  | Carl Schlechter        | 0 | ½ | 0 | ½ | 0 | ½ | ½ | 1 | * | 1 | 0 | 0 | 1 | 1 | ½ | 0 | 1 | ½ | 1 | 9     |
| 10 | Gersz Salwe            | 0 | 0 | ½ | 0 | 0 | ½ | 0 | 1 | 0 | * | ½ | 1 | 1 | 1 | ½ | 0 | 1 | 1 | 1 | 9     |
| 11 | Savielly Tartakower    | ½ | 0 | ½ | 1 | 0 | ½ | ½ | 0 | 1 | ½ | * | 0 | 0 | 0 | ½ | 1 | 1 | 1 | ½ | 8½    |
| 12 | Jacques Mieses         | 0 | 0 | ½ | 0 | 0 | 0 | 0 | ½ | 1 | 0 | 1 | * | ½ | 1 | 1 | 1 | 0 | 1 | 1 | 8½    |
| 13 | Fyodor Duz-Khotimirsky | 1 | 1 | 0 | 0 | ½ | 0 | 0 | ½ | 0 | 0 | 1 | ½ | * | ½ | ½ | ½ | 1 | 0 | 1 | 8     |
| 14 | Leo Forgács            | 0 | 0 | 1 | 0 | 1 | ½ | ½ | 1 | 0 | 0 | 1 | 0 | ½ | * | ½ | ½ | ½ | 0 | ½ | 7½    |
| 15 | Amos Burn              | ½ | 0 | ½ | 0 | 1 | 0 | 0 | ½ | ½ | ½ | ½ | 0 | ½ | ½ | * | 1 | ½ | ½ | 0 | 7     |
| 16 | Milan Vidmar           | 0 | 0 | 0 | 0 | 1 | ½ | ½ | ½ | 1 | 1 | 0 | 0 | ½ | ½ | 0 | * | ½ | 1 | 0 | 7     |
| 17 | Abraham Speijer        | 0 | 0 | ½ | 0 | ½ | 0 | 1 | ½ | 0 | 0 | 0 | 1 | 0 | ½ | ½ | ½ | * | ½ | ½ | 6     |
| 18 | Sergey von Freymann    | 0 | 0 | ½ | 0 | ½ | 0 | 1 | 0 | ½ | 0 | 0 | 0 | 1 | 1 | ½ | 0 | ½ | * | 0 | 5½    |
| 19 | Eugene Znosko-Borovsky | 0 | 0 | 0 | 0 | 0 | ½ | 0 | 0 | 0 | 0 | ½ | 0 | 0 | ½ | 1 | 1 | ½ | 1 | * | 5     |